# Donovan Cech
Donovan Cech (Ciudad del Cabo, 2 de mayo de 1974) es un deportista sudafricano que compitió en remo.
Participó en dos Juegos Olímpicos de Verano, obteniendo una medalla de bronce en Atenas 2004, en la prueba de dos sin timonel, y el sexto lugar en Sídney 2000, en la misma prueba.
Ganó cuatro medallas en el Campeonato Mundial de Remo entre los años 2001 y 2005.

## Palmarés internacional
| Juegos Olímpicos   | Juegos Olímpicos | Juegos Olímpicos  | Juegos Olímpicos |
| Año                | Lugar            | Medalla           | Prueba           |
| ------------------ | ---------------- | ----------------- | ---------------- |
| 2004               | Atenas (Grecia)  | Medalla de bronce | Dos sin timonel  |
| Campeonato Mundial |                  |                   |                  |
| Año                | Lugar            | Medalla           | Prueba           |
| 2001               | Lucerna (Suiza)  | Medalla de bronce | Dos sin timonel  |
| 2002               | Sevilla (España) | Medalla de plata  | Dos sin timonel  |
| 2003               | Milán (Italia)   | Medalla de bronce | Dos sin timonel  |
| 2005               | Kaizu (Japón)    | Medalla de plata  | Dos sin timonel  |